# Acacia littoralis
Acacia littoralis é uma espécie de leguminosa do gênero Acacia, pertencente à família Fabaceae.